# Nevo de Spitz
Un nevo de Spitz, es un tipo de nevo (lunar) que aparece principalmente en niños y jóvenes, aunque pueden presentarlo los adultos. Suele localizarse en la cara o piernas. Recibe su nombre en honor de la médica Sophie Spitz que realizó la primera descripción en 1948. 
El nevo de Spitz es una lesión benigna que tiene un tamaño generalmente mayor que el de los névus corrientes, oscilando entre los 6 mm y 2 cm de diámetro, habitualmente crece de forma rápida durante un periodo de tiempo limitado de entre 3 y 6 meses, manteniéndose posteriormente estable. 
Aunque no es una lesión maligna, en muchos casos se recomienda la extirpación por su comportamiento incierto, otros autores sin embargo son partidarios de la observación, aconsejando la extirpación únicamente en las presentaciones atípicas o que cambian bruscamente de aspecto. 
Existen diversas variedades de nevos de Spitz, pudiendo adoptar un color que oscila desde el rojo al marrón rojizo o negro, en ocasiones existen varios tonos de color dentro de la misma lesión. A veces el nevo de Spitz ha sido denominado melanoma benigno juvenil, denominación que puede inducir a confundirlo con el melanoma que es una lesión diferente.